# Archives d'État de Rome
Les Archives d'État de Rome (Archivio di Stato di Roma en italien) se trouvent à l'intérieur du Palazzo della Sapienza situé sur le corso del Rinascimento (rione de Sant'Eustachio), et également dans une annexe de la via Galla Placidia, dans le quartier de Collatino.

## Histoire

### Fondation
Les Archives d'Etat de Rome ont été créés en 1870 par décret royal. Elles sont alors destinées à rassembler les archives provinciales de Rome et les archives étatiques d'Italie, à savoir : 
- les actes des organes centraux de l'État pontifical
- les « actes des services centraux du Royaume, qui ne sont plus nécessaires aux besoins ordinaires des services »
- les archives judiciaires et notariales romaines antérieures à l'unification du Royaume d'Italie
- les documents des bureaux d'État sis dans l'actuelle province de Rome

### Fonds initiaux
Au moment de leur création, les Archives d'État de Rome reçoivent les documents issus de différents organismes de l'État pontifical, disparus avec l'unification de l'Italie. Il s'agit en particulier des archives concernant les offices et les congrégations pontificales qui s'occupaient de l'administration temporelle de l'État pontifical, des fonds de la Chambre apostolique et des archives des anciens tribunaux. En revanche, les documents concernant l'administration religieuse de l'Église restent au Vatican, où elles sont intégrées ultérieurement aux Archives secrètes du Vatican. 
En 1873, la liquidation du patrimoine ecclésiastique (Eversione dell'asse ecclesiastico), entraîne l'arrivée aux Archives d'État des fonds des corporations religieuses (ordres et congrégations), des confréries et des hôpitaux romains.   

### Les enrichissements issus du Vatican (1916-1919)
La période de la première guerre mondiale est marquée par de nouveaux enrichissements majeurs, lorsque le Saint-Siège transfère une partie de ses archives relatives à l'administration romaine : 
- les fonds de la Congregazione del Buon Governo (Congrégation pour le Bon Gouvernement), qui était chargée de superviser l'administration papale sur Rome jusqu'en 1847 ;
- le cadastre de tout le territoire pontifical ;
- les fonds des notaires romains.

### Séparation avec les Archives centrales de l'État italien (1953)
En 1953, sont créées les archives centrales de l'État italien, indépendantes et autonomes de celles de Rome. Une partie des fonds, relevant de la production des départements et ministères d'État, est versé au nouveau service, installé dans le quartier de l'EUR. 